# چهارسوی مصر

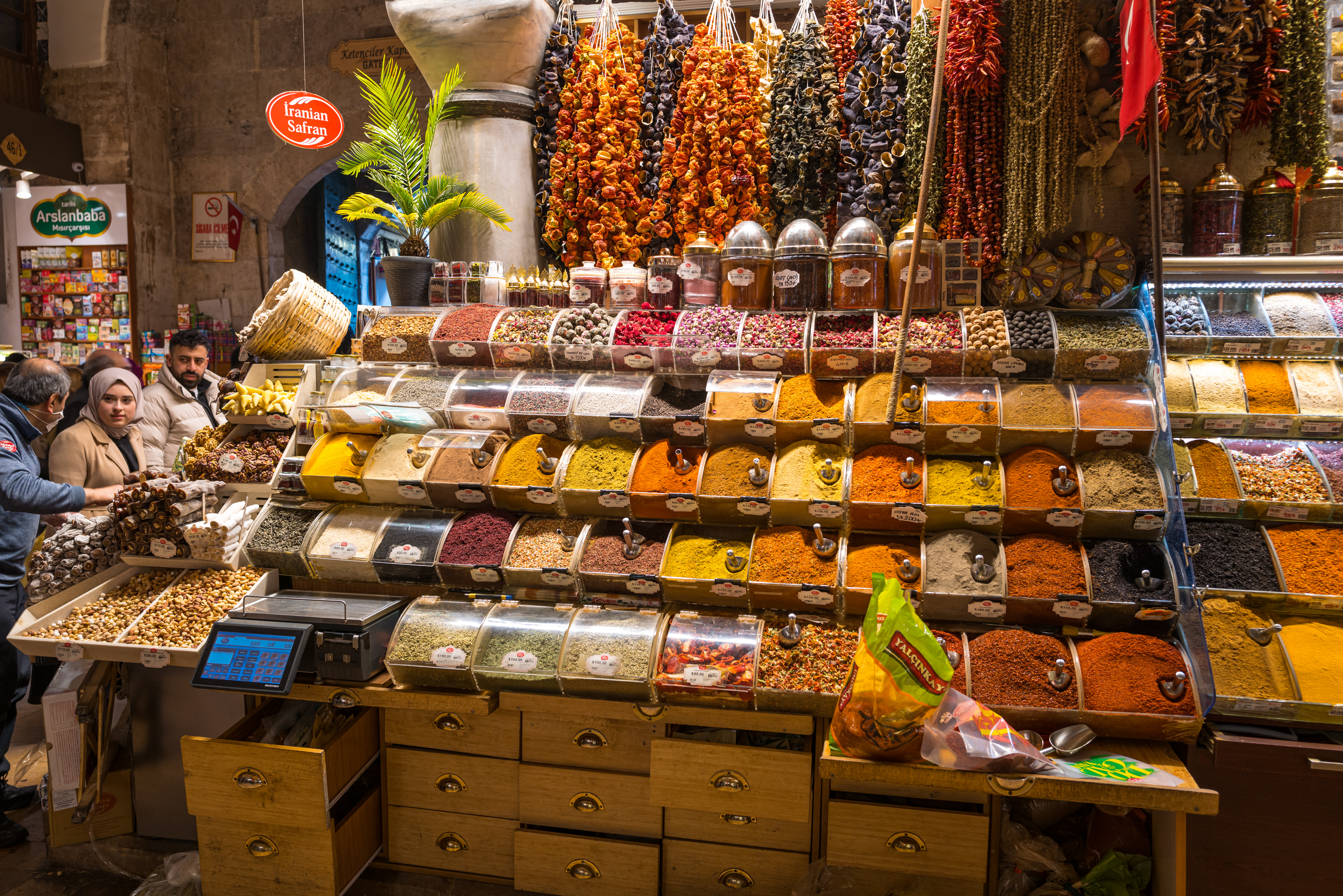
نگاره ای از چهر سوی مصر

چهارسوی مصر ترکی استانبولی: Mısır Çarşısı یکی از بزرگترین بازارهای سرپوشیده در استانبول ترکیه است.